# Szentek élete az év minden napjára
A Szentek élete az év minden napjára egy 20. század első felében megjelent nagy terjedelmű magyar hagiográfiai mű.

## Leírás
A mű Schütz Antal szerkesztésében jelent meg 4 kötetben, összesen mintegy 1500 oldal terjedelemben Budapesten 1932–1933-ban, kiadója a Szent István Társulat volt. Az egyes kötetek a Római katolikus egyház által szentként tisztelt személyek (összesen mintegy 1400) életrajzait tartalmazzák naptári sorrendben. Érdekesség, hogy az egyes napokhoz kötődő fő-szent mellett kisbetűs szedéssel néhány egyéb, kevésbé híres szentek életrajz-vázlatai is megtalálhatóak. Az életrajzok szerzője a szerkesztő mellett Balanyi György, Sebes Ferenc, Szamek József, és Tomek Vince voltak. A mű végén a szentek kategóriákba csoportosított felsorolása és egy általános névmutató található.
Bár a mű sem fakszimile, sem elektronikus kiadással máig nem rendelkezik, 1995-ben anyagát a Pantheon Kiadó egy nagyobb alakú kötetbe összegyűjtötte, és újratördelve, kisbetűs szedéssel az olvasó közönség rendelkezésére bocsátotta. Az új kiadás terjedelme 912 oldal, oldalanként kéthasábos szöveggel.

## A mű kötetei
| Kötetszám | Oldalszám | Megjelenési idő |
| --------- | --------- | --------------- |
| I.        | 327 oldal | 1932            |
| II.       | 367 oldal | 1933            |
| III.      | 411 oldal | 1933            |
| IV.       | 440 oldal | 1933            |